# Иоанн I (герцог Неаполя)
Иоанн I (итал. Giovanni I di Napoli; ? — 719) — герцог Неаполя с сентября 711 по 719 год.
Главным событием его правления стал конфликт с беневентским герцогом Ромуальдом II. В 716 году Ромуальд II, воспользовавшись эпидемией чумы в Кампании, захватил крепость в Кумах. Папа римский Григорий II потребовал от Ромуальда II освободить Кумы. При финансовой поддержке папы Иоанн I начал войну с Беневенто в 717 году, захватил город, а затем присоединил его к своим владениям.
Также в 717 году Иоанн I способствовал получению Сергием I епископского сана.